# José Ferrater Mora
José Ferrater Mora  (Barcelona, 30 de octubre de 1912 - 30 de enero de 1991) fue un filósofo, ensayista, escritor y cineasta español. Calificó su perspectiva filosófica con el término integracionismo. Es autor, además de sus obras filosóficas más personales, del monumental Diccionario de Filosofía.

## Biografía
Es probablemente el filósofo catalán más destacado del siglo XX. De joven, estuvo muy influido por Joaquín Xirau Palau, de educación alemana. Se licenció en Filosofía por la Universidad de Barcelona. Partidario del bando republicano, a partir de 1939 se exilió huyendo del régimen franquista y ejerció la docencia en diversas universidades de Francia, Cuba y Chile. Finalmente, se estableció en 1947 en los Estados Unidos de América, país donde se relacionó con Pedro Salinas y muchos otros intelectuales del exilio. En los Estados Unidos, a partir de 1949, ejerció la docencia en el Bryn Mawr College de Pensilvania, llegando a ser director del Departamento de Filosofía. Fue profesor invitado en otras universidades como las de Princeton, Baltimore, Filadelfia, Madrid, Barcelona y Palma de Mallorca.
Es autor de diversos libros sobre el pensamiento filosófico. Asimismo, fue guionista de diversas películas de cine. A partir de 1979 comenzó a destacarse en sus obras de narrativa. Ferrater Mora murió el 30 de enero de 1991, en Barcelona.

## Pensamiento
Creó el método filosófico al que llamó integracionismo, con el que pretendía integrar sistemas opuestos de pensamiento. Ferrater Mora planteaba que la oposición tradicional de conceptos aparentemente irreducibles, tales como: naturaleza-razón, causalidad-libertad, ser- deber ser, alma-cuerpo, ser-devenir,  no es invencible. Estos conceptos, fuente de muchas disputas y divisiones en filosofía, no denotan realidades existentes en sí mismas, sino que son «conceptos límite»; es decir, estos «polos opuestos» no existen de forma absoluta. Existen solo como tendencias o direcciones de la realidad y, por tanto, son complementarios y útiles para hablar de ella.
Su trabajo filosófico se centró en cuestiones de carácter ontológico. Llamó a su posición ontológica «monismo sui generis» puesto que une al monismo y al pluralismo, se trata de un emergentismo en el cual los elementos se autoensamblan en virtud de sus propiedades o funciones, o propiedades-funciones. Cada estructura, aunque depende para existir de los elementos que la componen, no es reductible a ellos porque adquiere nuevas propiedades-funciones que no se pueden explicar en función de las del elemento. La estructura  se convierte a su vez en elemento para una nueva estructura. El autoensamblaje comienza desde el nivel físico hasta el punto en que las estructuras adquieren propiedades-funciones más complejas y de un orden diferente como para dar lugar a un nuevo nivel biológico y así avanza el continuo hasta llegar al nivel social y luego al cultural. Es un continuo que no se rompe y que va de la materia a la razón.
En ética fue uno de los introductores de la ética aplicada en el mundo de habla hispana, destacando como defensor de los derechos de los animales.
En sus obras muestra haber recibido influencias muy variadas, comenzando por sus referentes españoles Miguel de Unamuno, Eugenio D'Ors y José Ortega y Gasset hasta numerosos representantes tanto de la filosofía continental como de la filosofía analítica. A todos los citaba y rescataba algo de su pensamiento.

### Derechos de los animales
En el libro Ética aplicada: del aborto a la violencia, coautoría entre Ferrater Mora y Priscilla Cohn, cada uno dedica una parte del capítulo Los derechos de los animales para analizar la cuestión. Ferrater Mora compara la discriminación de índole racial, sexual, religiosa o clasista (con sus correspondientes movimientos de liberación, como el de los negros o el de las mujeres) con la discriminación hacia los animales (y el «movimiento en favor de la liberación de los animales»), debiéndose esta última a que «no solo [...] establecemos diferencias entre ambos grupos, sino también en tanto que juzgamos, o presumimos, que por virtud de nuestra naturaleza, somos mejores que, o somos superiores a, los animales».

En tiempos recientes se ha examinado en detalle la noción de la pretendida superioridad de los seres humanos sobre los animales y se han planteado varias cuestiones básicas. ¿En qué sentido somos mejores que los animales? ¿Se trata de una superioridad de naturaleza o meramente una gradual? ¿Conlleva esta superioridad, real o supuesta, alguna obligación moral? Si se quiere, ¿estamos moralmente obligados a tratar a los animales de ciertos modos y, en caso afirmativo, es una obligación directa o indirecta? Todas estas preguntas se agrupan a menudo bajo la forma siguiente: «¿Tienen los animales derechos?»

Ferrater Mora analiza la consideración y trato hacia los animales y la concesión de derechos a través de un breve repaso histórico de la Biblia, diversos autores y pensadores clásicos como Pitágoras, Empédocles, Séneca, Plutarco, Agustín de Hipona y Tomás de Aquino, y otros más recientes como Peter Singer y Tom Regan.

## Obra seleccionada

### Obra filosófica y ensayística
- Diccionario de Filosofía, México, Atlante, 1941 (Es su obra más conocida. Tuvo varias reediciones y ampliaciones, la sexta —última que preparó su autor— es de 1979 y consta de 4 volúmenes y casi 4.000 páginas a doble columna.)
- España y Europa, Santiago de Chile, Cruz del Sur, 1942
- Les formes de la vida catalana, Santiago de Chile, Agrupació Patriòtica Catalana, 1944
- Las formas de la vida catalana, Santiago de Chile, Agrupació Patriòtica Catalana, 1944 (versión castellana de la anterior).
- Unamuno. Bosquejo de una filosofía, Buenos Aires, Losada, 1944
- Variaciones sobre el espíritu, Buenos Aires, Sudamericana, 1945
- La ironía, la muerte y la admiración, Santiago de Chile, Cruz del Sur, 1946
- El llibre del sentit, Santiago de Chile, Imp. Mediterránea, 1948 (en catalán) [El libro del sentido]
- El hombre en la encrucijada, Buenos Aires, Sudamericana, 1952
- Cuatro visiones de la Historia Universal: San Agustín, Vico, Voltaire, Hegel, 1955 ISBN 84-206-1889-6
- Reflexions sobre Catalunya, 1955 (en catalán) [Reflexiones sobre Cataluña]
- La filosofía en el mundo de hoy, Madrid, Revista de Occidente, 1959
- Una mica de tot, Palma de Mallorca, Moll, 1961 (en catalán)
- El ser y la muerte: bosquejo de filosofía integracionista, Madrid, Aguilar, 1962
- La filosofía en el món d'avui, Barcelona, 1965 (en catalán) [La filosofía en el mundo de hoy]
- Indagaciones sobre el lenguaje, Madrid, Alianza Editorial,1970
- Els mots i els homes, 1970 (en catalán) [Las palabras y los hombres] ISBN 4-297-0443-4
- El hombre y su medio y otros ensayos, Madrid, Siglo XXI, 1971
- Las crisis humanas, Salvat, 1972
- De la materia a la razón, Madrid, Alianza, 1979
- Modos de hacer filosofía, Barcelona, Crítica, 1985
- Ventana al mundo. Anthropos Editorial. 1986.
- Joc de cartes. Epistolari 1948-1984, 1988 (en catalán) [Juego de cartas. Epistolario 1948-1984] ISBN 84-297-2846-5
- Mariposas y supercuerdas. Diccionario para nuestro tiempo, Barcelona, Península, 1994 (publicado póstumamente a cargo de Priscilla Cohn).
- Razón y verdad y otros ensayos. Editorial Renacimiento. 2007. ISBN 9788496133778.

### Obra narrativa
- Voltaire en Nueva York, 1985
- Hecho en Corona, Madrid, Alianza, 1986
- El juego de la verdad. Finalista del premio Nadal 1987. Barcelona, Destino, 1988
- Regreso del infierno, Barcelona, Destino, 1989
- La señorita Goldie, Barcelona, Seix Barral, 1991
- Mujeres al borde de la leyenda, Madrid, Círculo de lectores, 1991

## Premios y condecoraciones
- En 1979 lo nombraron doctor honoris causa por la Universidad Autónoma de Barcelona.
- Después fue nombrado doctor honoris causa por otras Universidades: la Universidad de la República (Uruguay, 1983), la Universidad Nacional de Tucumán (Argentina, 1983), Universidad Nacional de Colombia (1983), Universidad Nacional de Educación a Distancia (UNED, España, 1986), Universidad Nacional de Salta (Argentina, 1986) Universidad Nacional de Cuyo (Argentina, 1988), Universidad de Barcelona (1988) y Universidad de Santiago de Compostela (España, 1991 -póstumo-).
- En 1984 fue galardonado con la Creu de Sant Jordi de la Generalidad de Cataluña.
- En 1985 fue galardonado con el Premio Príncipe de Asturias de Comunicación y Humanidades "en reconocimiento a su esfuerzo integrador de los mundos de la comunicación y las humanidades y de esclarecimiento y difusión de las ideas filosóficas".
- Además de miembro numerus clausus del Instituto Internacional de Filosofía y de varias sociedades académicas, perteneció a la Academia Norteamericana de Lengua Española.
- También recibió la Gran Cruz de Alfonso X el Sabio, la condecoración de Isabel la Católica y la de la de Universidad Internacional de Santander.
- El 2 de noviembre de 1989 se creó en la Universidad de Gerona la Cátedra Ferrater Mora de Pensamiento Contemporáneo, inaugurada por el propio Ferrater Mora.[7]

| Predecesor: Claudio Sánchez-Albornoz | 5º Premio Príncipe de Asturias de Comunicación y Humanidades 1985 | Sucesor: O Globo |